# پدی وارتون
پدی وارتون (انگلیسی: Paddy Wharton؛ زادهٔ ۲۷ مهٔ ۲۰۰۰) بازیکن فوتبال اهل انگلستان است. وی در پست دروازه‌بان در باشگاه فوتبال یونایتد آف منچستر بازی می‌کند. او در باشگاه فوتبال ترانمره راورز به‌طور حرفه‌ای بازی می‌کرد. وی به باشگاه فوتبال مارین و باشگاه فوتبال استالی‌بریج سلتیک نیز قرض داده شده‌است.